# Love and Death (banda)
Love and Death es una banda de nu metal/metal alternativo fundada por el guitarrista de Korn,  Brian "Head" Welch. El grupo fue anunciado oficialmente en febrero de 2012 como un cambio de marca de proyecto musical en solitario de Welch. Han publicado su primer álbum, Between Here & Lost, el 22 de enero de 2013, producido por Jasen Rauch.

## Historia

### Formación de la banda
El grupo es en realidad un cambio de marca del grupo que realizó giras bajo el nombre de Head para promocionar su álbum en solitario. Formado en 2009, Welch  había reclutado músicos a través de audiciones abiertas a través de YouTube, y las audiciones de segunda ronda, en persona, en su estudio en Phoenix, Arizona.  El grupo original era un grupo de seis piezas, que contó con Michael Valentine en el bajo, Ralph Patlan en la guitarra, Brian Ruedy en el teclado, Scott "SVH" Von Heldt en guitarra y voz y Dan Johnson en la batería. Después de dos años de gira, Von Heldt abandonó la banda debido a razones financieras, El grupo lanzó un sencillo, "Paralyzed" en noviembre de 2011, bajo el nombre Brian "Head" Welch. En febrero de 2012, se rebautuzo como Love and Death marcando en inició de Brian Welch en la escena de musical cristiana del  rock  en los Estados Unidos ya que desde el  momento de su ruptura con Korn anunció su vínculo con la música cristiana, La web oficial de KoЯn anunció que "ha escogido a Jesucristo como su salvador, y desde ahora dedicará su música a ese propósito".
Love and Death fue anunciada oficialmente en febrero de 2012 a través de una declaración oficial hecha por Welch a través de su cuenta en Youtube anunciando el nacimiento de su nueva banda.

### Chemicals(2012)
La nueva banda saco a la luz el  primer sencillo oficial de la banda llamado "Chemicals", que fue  lanzado en el   mes de marzo, mientras que un álbum del mismo nombre, se  tenie previsto  ser lanzarlo al mercado cristiano y secular  el 24 de abril de 2012. Welch reveló en su cuenta de Twitter que estarían haciendo un cover de la canción de Devo Whip It.

### Between Here and Lost(2013-2015)
A finales de septiembre de 2012, la banda anunció que había firmado un acuerdo con dientes sello discográfico y Nail Records y el álbum debut del grupo, Between Here and Lost sería puesto en libertad el 20 de noviembre. En el álbum, Welch declaró que "Este disco nació de los ensayos, tribulaciones, dolor, el sufrimiento, la ansiedad, la depresión, y el drama. Sin embargo, llegó a la cima y el resultado final es muy real, grabar crudo y honesto".

### Partida de Valentine yPerfectly Preserved(2016-presente)
El 20 de enero de 2016, se anunció que el bajista Michael Valentine ya no permanece con la banda. El 15 de marzo de 2016, un nuevo sencillo titulado "Lo Lamento" fue lanzado.
El 24 de octubre de 2020, se anunció que la banda había firmado con el sello de metal extremo Earache Records para lanzar su nuevo álbum en 2021.
El viernes 13 de noviembre de 2020, la banda lanzó "Down", con una nueva formación de Welch, Bareis, amigo, productor y guitarrista de Breaking Benjamin Jasen Rauch en el bajo, y el baterista de Phinehas Isaiah Perez en la batería. El 8 de enero de 2021, la banda lanzó "White Flag" como el segundo sencillo de Perfectly Preserved. Presenta similitudes de sonido tanto con Korn como con Breaking Benjamin. Antes del lanzamiento del álbum, Welch explicó que la banda pudo reunirse para crear el nuevo álbum, porque sus principales proyectos musicales estaban en espera debido a la pandemia de COVID-19. El álbum ha vendido 1.400 copias en su primera semana de lanzamiento.

## Miembros de la banda
Miembros actuales
- Brian "Head" Welch – Guitarra, Vocalista principal(2012–presente)
- JR Bareis – Guitarra líder, coros (2012–presente), bajo (2016-presente)
- Jasen Rauch – bajo (2020–presente)
- Isaiah Perez – batería (2020–presente)

Miembros anteriores
- Michael Valentine – bajo, coros (2012–2016)
- Dan Johnson – batería (2012–2017)

## Discografía
Álbumes de estudio
- 2013: Between Here & Lost
- 2021: Perfectly Preserved

EPs
- 2012: Chemicals (EP)